# Берри, Рэнди
Рэ́нди Уи́льям Бе́рри (англ. Randy William Berry; род. 1965, Кастер, Колорадо, США) — американский государственный служащий и дипломат. Специальный посланник по правам ЛГБТ персон с 2015 по 2017 год. Посол США в Непале с 2018 по 2022 год. Посол США в Намибии с 2023 года.

## Личная жизнь
Родился в 1965 году в округе Кастер, в штате Колорадо. Детство Берри прошло на семейном скотоводческом ранчо. Окончил Бетани-колледж в Линдсборге, в штате Канзас. Продолжил образование в Аделаидском университете в Австралии как стипендиат Ротари. Кроме английского, свободно владеет испанским и арабским языками. Рэнди Берри — открытый гомосексуал. Состоит в браке с Правешем Сингхом. Вместе супруги воспитывают сына и дочь.

## Карьера
Берри работал менеджером по международному обучению в авиакомпании «Америка Уэст Эйрлайнс» в Финиксе, в штате Аризона. В 1993 году он поступил на дипломатическую службу. Служил в дипломатических представительствах США в Непале, Бангладеш, Египте, ЮАР и Уганде. С 2007 по 2009 год был заместителем посла США в Непале. С 2009 по 2012 год занимал пост генерального консула США в Окленде, в Новой Зеландии. С 2012 по 2015 год был генеральным консулом США в Амстердаме, в Нидерландах.
13 апреля 2015 года был назначен специальным посланником по правам ЛГБТ. Эта должность была учреждена госсекретарем Джоном Керри в феврале 2015 года по инициативе конгрессмена Алана Лоуэнтала и сенатора Эдварда Марки. На этом посту Берри придерживался позиции укрепления партнёрских отношений со странами, которые придерживались единого мнения по соблюдению прав ЛГБТ людей. Он пытался добиться прогресса в странах, которые стояли на грани защиты прав ЛГБТ, и делал то, что мог в странах, где ЛГБТ люди подвергались преследованию.
В первый год работы в качестве специального посланника Берри посетил сорок две страны. Стремясь обеспечить равные права ЛГБТ людям, дипломат сосредоточил усилия на борьбе с насилием и дискриминацией в отношении ЛГБТ людей и особенно активно содействовал соблюдению прав ЛГБТ в странах Южной Америки. Полиции в репрессивных гомофобных обществах Берри рекомендовал бороться с терроризмом, а не тратить ресурсы на преследование ЛГБТ граждан. В 2015 году он посетил Ватикан, где с официальными лицами обсуждал проблемы насилия и жесткой дискриминации в отношении ЛГБТ людей в современном мире.
На брифинге для журналистов в Государственном департаменте 20 апреля 2016 года Берри заявил, что продолжит борьбу с насилием в отношении ЛГБТ людей во всем мире, в сотрудничестве с другими правительственными ведомствами США, включая Министерство юстиции и ФБР.
20 января 2017 года президент Барак Обама также назначил его на пост заместителя помощника секретаря Бюро по вопросам демократии, прав человека и труда. 13 февраля того же года Государственный департамент объявил, что Берри продолжит занимать эту должность, а также должность специального посланника в администрации Трампа. Тони Перкинс, глава гомофобного Совета по вопросам семьи назвал его назначение «разочаровывающим событием» и сказал, что «сохранение Берри [на посту] только сигнализирует миру, что крайняя повестка дня Обамы всё ещё глубоко укоренена в Государственном департаменте». В ответ на это представитель группы переходного периода Трампа назвал абсурдным предположение о том, что «дискриминация какого-то ни было рода будет одобрена или допущена в администрации Трампа».
Берри покинул должность специального посланника по правам ЛГБТ в ноябре 2017 года. Президент Дональд Трамп назначил его послом США в Непале в мае 2018 года. Его кандидатура была утверждена Сенатом 6 сентября 2018 года. Берри вручил верительные грамоты президенту Непала 25 октября 2018 года.  Берри был одним из пяти послов ЛГБТ, назначенных администрацией Трампа. Он покинул свой пост 2 октября 2022 года, после приведения к присяге его преемника Дина Томпсона и утверждения самого Берри в качестве нового посла США в Намибии. 22 июня 2022 года президент Джо Байден назначил Берри послом в Намибии. Слушания по его выдвижению состоялись в сенатском комитете по международным отношениям 28 июля 2022 года. Его выдвижение было одобрено за пределами комитета 3 августа 2022 года и подтверждено полным составом Сената 30 сентября 2022 года. Берри вручил свои верительные грамоты президенту Хейджу Гейнгобу 9 февраля 2023 года.